# Brasil Colônia
Brasil Colônia, ou Brasil Colonial, são termos referentes ao período no qual o atual território brasileiro estava submetido ao jugo colonial do Reino de Portugal. Corresponde, aproximadamente, desde meados do século XVI e o início do XIX. Nesse período, os arranjos institucionais formaram diferentes mosaicos territoriais que foram gradualmente centralizados. As economias e os sistemas sociais desenvolvidos no denominado Brasil colônia estavam marcados, principalmente, pelo predomínio da mão-de-obra escravizada e pela economia de exportação de gêneros extrativistas, como açúcar, tabaco, ouro, diamantes, algodão entre outros.
Os cerca de 30 anos entre o descobrimento do Brasil e o início da sua colonização foi uma parte marginal da estratégia geopolítica ultramarina portuguesa. Em 1531, no entanto, com o crescente risco do território ser apropriado pelos franceses, a coroa portuguesa iniciou, por meio do despacho da expedição de Martim Afonso de Sousa, o esforço de povoamento do litoral brasileiro, e que fundou a primeira cidade da América portuguesa, São Vicente, na Capitania de São Vicente, onde também ocorreram as primeiras eleições do continente americano. Alguns anos depois, em 1549, foi criado, com sede em Salvador, o Estado do Brasil, com o intuito de centralizar a administração das diversas capitanias hereditárias criadas por Portugal na década anterior.
Até o final do século XVII e início do século XVIII, a ocupação do território esteve concentrada no litoral, com as principais atividades econômicas - nominalmente o cultivo de cana-de-açúcar - localizadas nas capitanias do Nordeste como na da Baía de Todos os Santos e Pernambuco. Porém, com a entrada da concorrência holandesa a produção canavieira viveu um momento de declínio, o que coincidiu com a ascensão da extração de metais e pedras preciosas nas capitanias mais interioranas de Minas Gerais, Goiás e Mato Grosso.
Entre os últimos vinte e cinco anos do século XVIII e o início do século XIX, no entanto, o franco declínio das atividades auríferas somado à ascensão do capitalismo industrial na Europa fez com que as elites econômicas da colônia começassem a buscar se reinventar para manter as bases econômicas da sociedade escravista intactas. A forma como essa sociedade se reinventou foi com, a partir da chegada do príncipe regente João no Brasil, em 1808, iniciativas de crescente autonomia da colônia frente a metrópole como forma de se inserir no novo sistema capitalista global. Essa reforma do sistema colonial viria a levar, em 1815, à transformação da colônia em reino, unido com Portugal e, alguns anos mais tarde, em 1822, em império, por meio da declaração de independência do Brasil.

## História

### Ocupação pré-cabralina

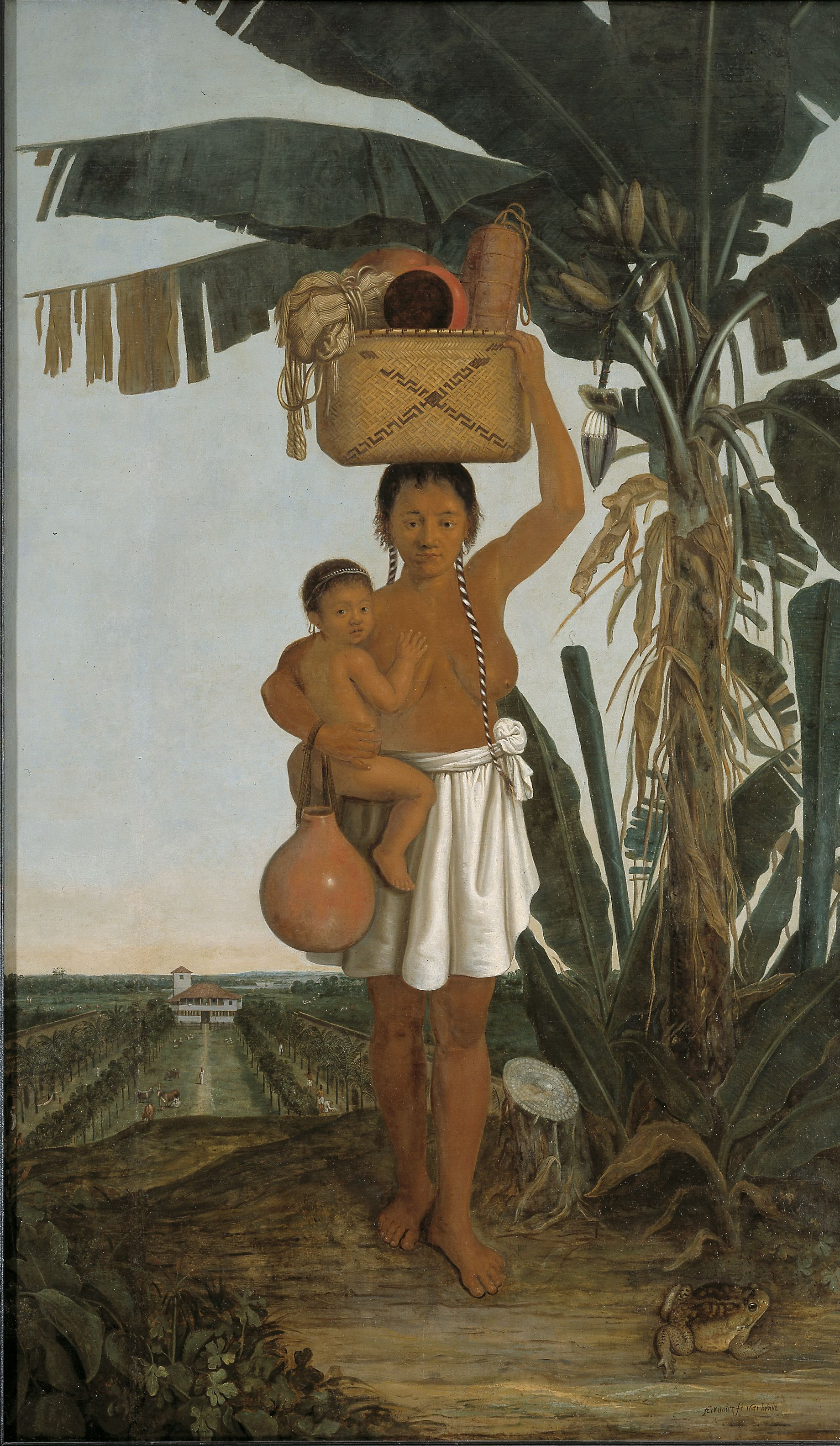
Índia Tupi e seu filho. Óleo sobre tela de Albert Eckhout (1641).

A tese mais aceita é que os povos indígenas do continente americano são descendentes de caçadores asiáticos que cruzaram o estreito de Bering passando da Sibéria para a América do Norte. Os mais antigos povoadores do atual território brasileiro chegaram há aproximadamente 12 mil anos. Estima-se que, no início da colonização portuguesa, cerca de quatro milhões de ameríndios viviam no atual território brasileiro. Encontravam-se divididos em diversos grupos étnico-linguísticos: tupi-guaranis (região do litoral), macro-jê ou tapuias (região do Planalto Central), aruaques e caraíbas (Amazônia).

### Período pré-colonial (1500 - 1531)
O início da colonização no Brasil está intimamente ligado com as constantes empreitadas portuguesas nos oceanos Índico e Atlântico no século XIV, em especial com a tentativa de contornar o litoral da África para se atingir as Índias. O litoral do atual Brasil foi visitado por europeus pela primeira vez pelos navegadores espanhóis Vicente Yáñes Pinzón e Diego de Lepe no início do ano de 1500, ocasião na qual percorreram o litoral nordeste e entraram em conflito com os povos indígenas potiguares. Após isso, no dia 22 de abril, a esquadra de Pedro Álvares Cabral, que vinha em expedição direcionada às Índias, aporta no sul do atual estado da Bahia, onde reivindicam a terra como portuguesa e chamam-na de Ilha de Vera Cruz.

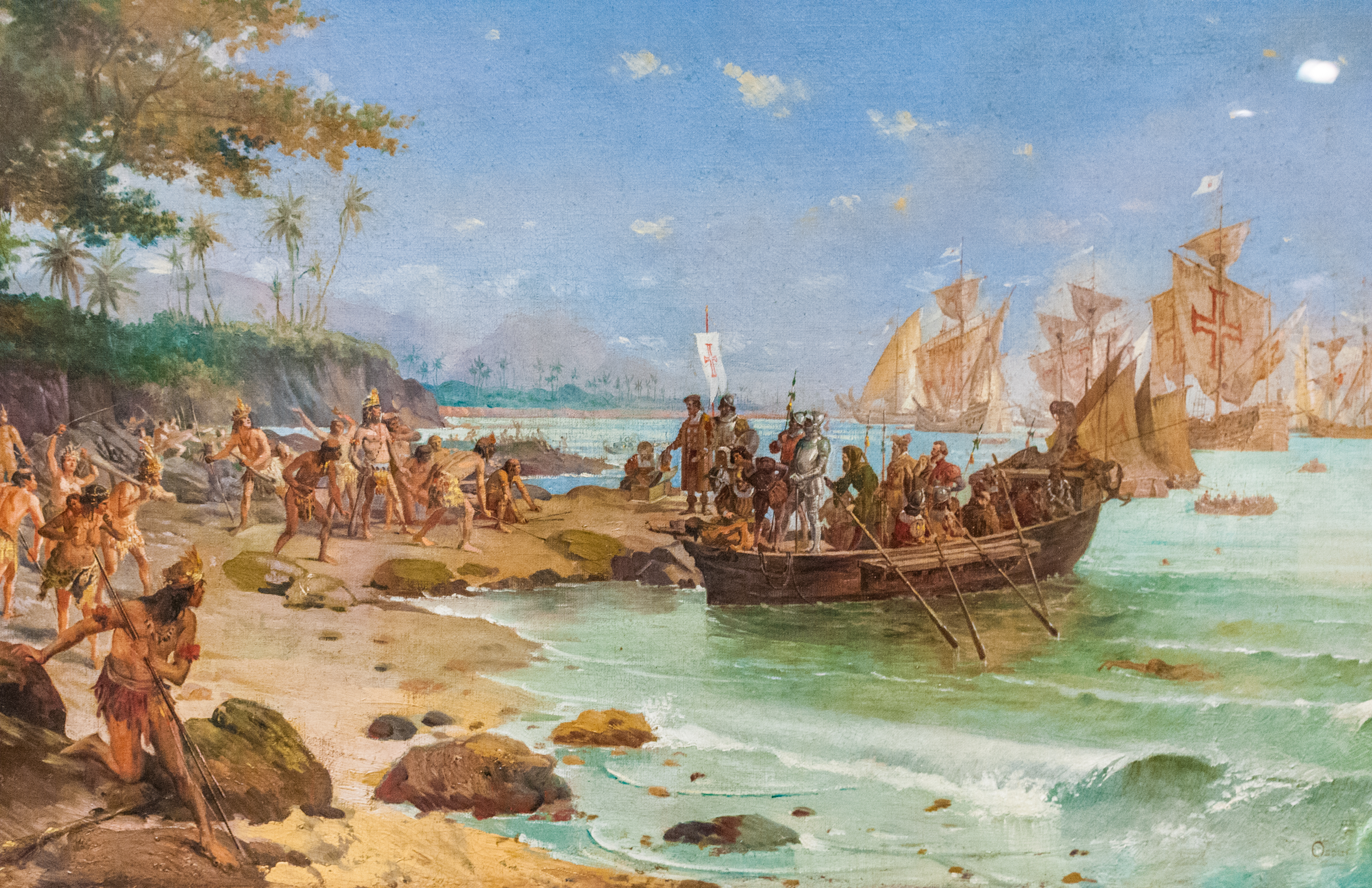
Desembarque de Pedro Álvares Cabral em Porto Seguro em 1500. Óleo sobre tela de Oscar Pereira da Silva (1922).

A terra recém-descoberta não despertou, a princípio o interesse econômico da coroa portuguesa que, nesse momento, estava focada na expansão do comércio com o continente asiático. Foi apenas com a descoberta de pau-brasil durante a terceira viagem de Américo Vespúcio - liderada por Gonçalo Coelho - ao continente americano que o litoral brasileiro passou a ser particularmente visado pelos europeus - apesar de, ainda de forma marginal se comparada à atividade econômica portuguesa nas Índias ou, ainda, com o cultivo de açúcar no Brasil mais tarde nesse mesmo século -. Além de pau-brasil, o Brasil também se tornou, durante esse período, exportador de papagaios, peles de animais e pessoas escravizadas.
Nesse período, a concorrência pela exploração de pau-brasil por portugueses e, a princípio, indivíduos privados franceses, começou a causar impactos na costa: foram construídas fortificações por ambas as facções nos trechos mais ricos e proveitosos para servir de proteção em caso de ataque e para armazenamento do pau-brasil à espera do embarque. As fortificações não duravam muito, apenas alguns meses, o necessário para que se juntasse a madeira e embarcasse. Com receio de que os franceses se apropriassem da costa ocidental sul-americana, os portugueses enviaram, no ano de 1531, uma expedição liderada por Martim Afonso de Sousa que tinha como objetivo expulsar os traficantes da costa e assegurar, por meio do assentamento de colonos, a presença portuguesa na costa. Alguns anos depois, para a organização desse objetivo, foi instituído, pela coroa, o sistema de capitanias hereditárias.

### Primeiros anos (c.1531-c.1580)

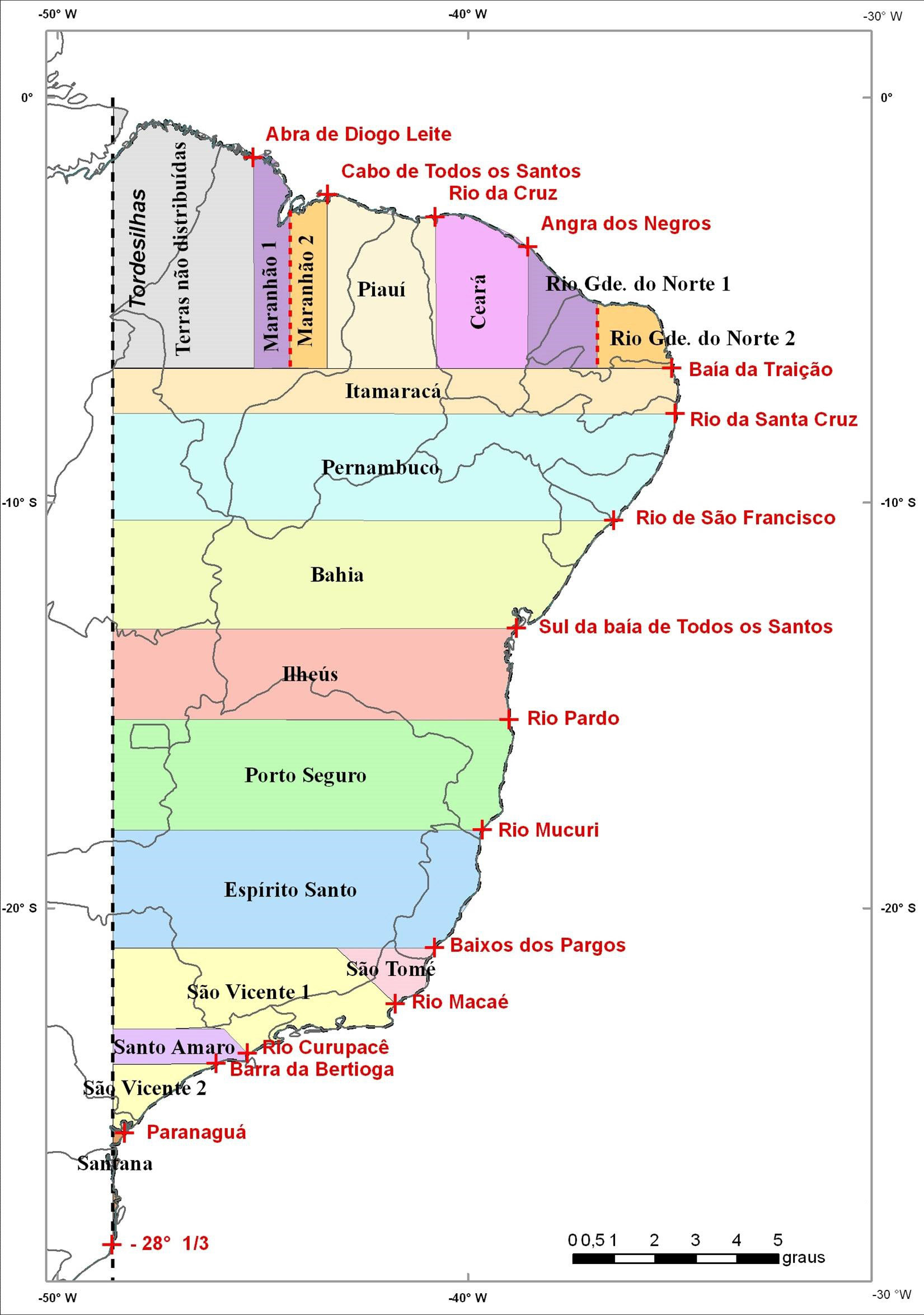
Mapa das Capitanias Hereditárias "originais" de Jorge Pimentel Cintra. Apesar das cores e das linhas se estenderem até o interior (ou, como era chamado na época, o "sertão"), o domínio português estava concentrado em alguns poucos polos no litoral, como nos arredores de São Vicente eOlinda.

No início da década de 1530 - entre 1532 e 1534 - se iniciaram os primeiros esforços de ocupação efetiva do território brasileiro, com a divisão arbitrária do litoral em quatorze capitanias hereditárias doadas a doze donatários - pessoas de confiança da coroa - que ficaram responsáveis de supervisionar o povoamento e o estabelecimento das atividades econômicas nas suas respectivas capitanias, que, nesse momento, estava focado no cultivo da cana-de-açúcar movido por meio da mão-de-obra escravizada - a princípio indígena e depois africana.

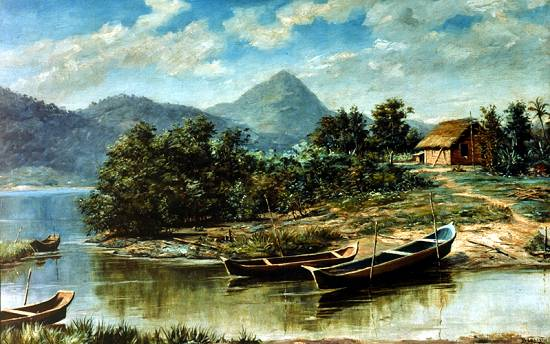
Baía de São Vicente, por Benedito Calixto

Esse arranjo decentralizado, no entanto, durou pouco tempo. A maioria dos colonos fora das capitanias de Pernambuco e de São Vicente não conseguiram, por diversos motivos, que variam da dificuldade geográfica até à resistência indígena, obter o mesmo êxito dos pernambucanos e vicentinos. Isso levou com que, em dezembro de 1548, por ordens do rei de Portugal à época, João III, o fidalgo Tomé de Sousa fosse instruído à instaurar, no local onde tinha fracassado a empreita do antigo donatário da capitania da Baía de Todos os Santos, a sede de um governo-geral para coordenar o esforço da colonização. O que foi feito no ano seguinte, em 1549. A partir desse momento a colonização engrenou e o cultivo de cana de açúcar se tornou a principal atividade econômica da colônia, dando início, também ao processo de importação de escravizados africanos para trabalhar nesses plantios. No início do século XVII, Pernambuco já tinha se convertido na maior e mais rica área de produção de açúcar do mundo.
Enquanto isso, no sudeste do Brasil, os portugueses encontravam sérias dificuldades. O plantio de cana nessa região era abastecido, a princípio, por duas fontes principais: o escambo do trabalho dos povos aliados aos portugueses em troca de artefatos de origem europeia e o "resgate" de cativos obtidos nas guerras indígenas para que fossem escravizados nos engenhos. A insatisfação dos indígenas com esse status quo cresceu a ponto de, já na década de 1540, estourarem as primeiras revoltas que dariam origem à Guerra dos Tamoios. Os indígenas, aliados à pretensos colonizadores franceses, foram derrotados - e os que ainda estavam vivos, escravizados - por fim, apenas na década de 1560, quando muitos deles já haviam sucumbido à doenças contra as quais não tinham imunidade. Os indígenas que restaram foram "reduzidos" a aldeamentos jesuíticos onde passaram à condição de exército de mão-de-obra barata para o sustento da colonização nesses primeiros anos após a guerra.

### A hegemonia do açúcar (c.1550-c.1690)

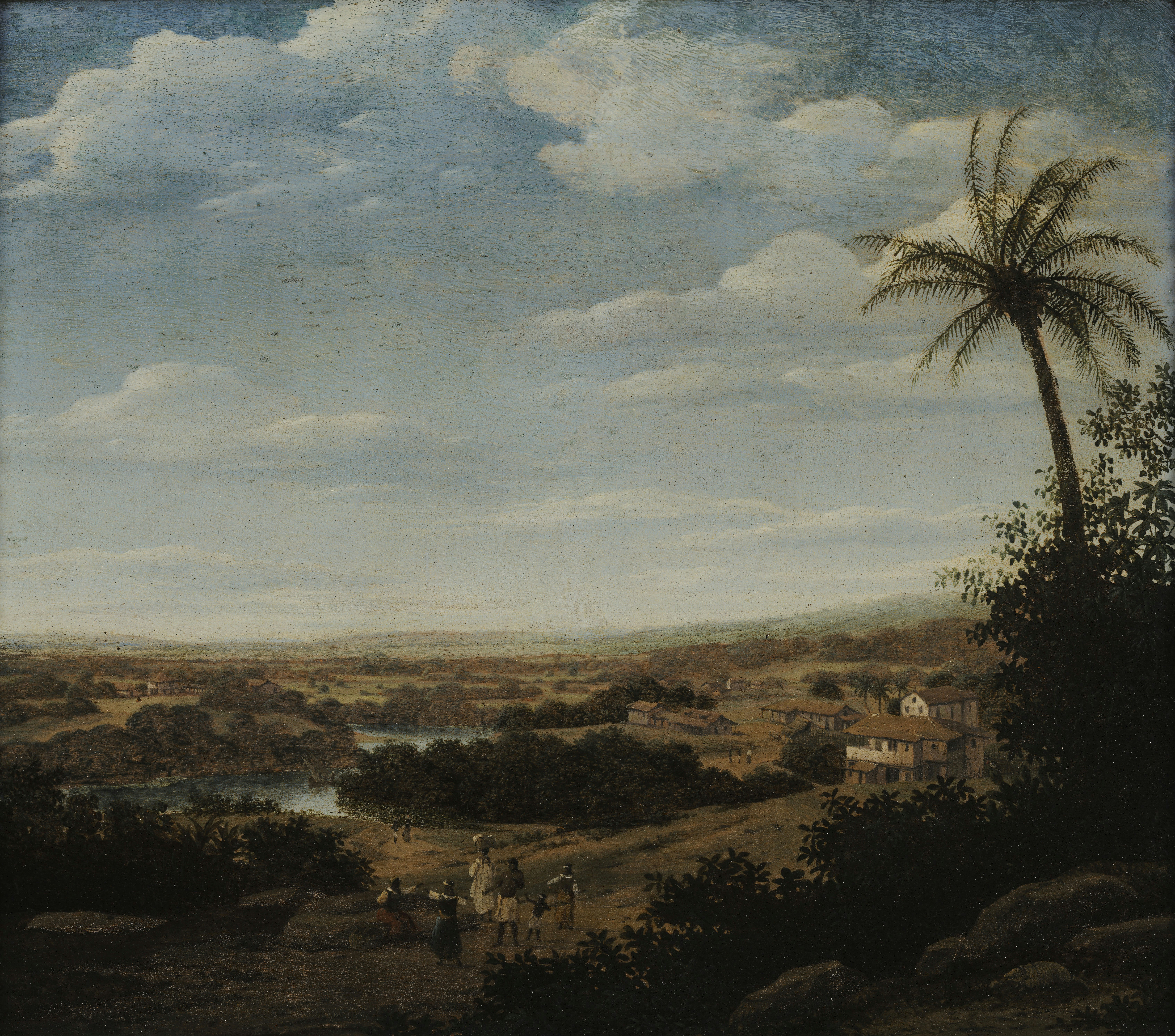
Vista de um engenho de cana de açúcar, óleo sobre madeira de Frans Post (1660). Ao centro do quadro, há a presença de pessoas negras escravizadas, principal sustentáculo da economia colonial açucareira.

No início do século XVII, a colônia - em especial as capitanias do atual Nordeste - consolida o seu caráter exportador de açúcar, com uma produção já, nesse ponto, amplamente sustentada pela mão-de-obra escravizada de origem africana. Como resultado disso, a sociedade colonial se desenvolveu de modo a, além de reproduzir, no Novo Mundo, as desigualdades características do Antigo Regime português, acentuá-las ao ponto de criar uma sociedade altamente excludente e hierarquizada.
Como já foi dito, no início dos seiscentos a Capitania de Pernambuco já figurava como o maior polo exportador de açúcar do mundo. O domínio português sobre essa região, no entanto, não duraria muito tempo até ser assumido pela Companhia Holandesa das Índias Ocidentais (WIC) uma empresa que, entre 1630 e 1654, conquistou boa parte das colônias do atual nordeste. Portugal e suas colônias, que, nesse momento, estavam já fazia cinquenta anos sob a tutela da Espanha, se tornaram alvo de constantes assédios de estados inimigos dos espanhóis, principalmente do neerlandeses que, a partir da conquista da sua independência em 1581, já se colocavam como um dos pretendentes à hegemonia do comércio atlântico em oposição aos interesses luso-espanhóis. O nordeste acabou sendo reconquistado pelos portugueses em 1654, porém, o açúcar, que era, antes quase todo produzido no Brasil, passou a ser também cultivado no Caribe nas colônias neerlandesas, inglesas e francesas, levando ao declínio da produção nordestina.

### "Ciclo do ouro" (c.1690-c.1770)

#### Período inicial (c.1690- 1720)

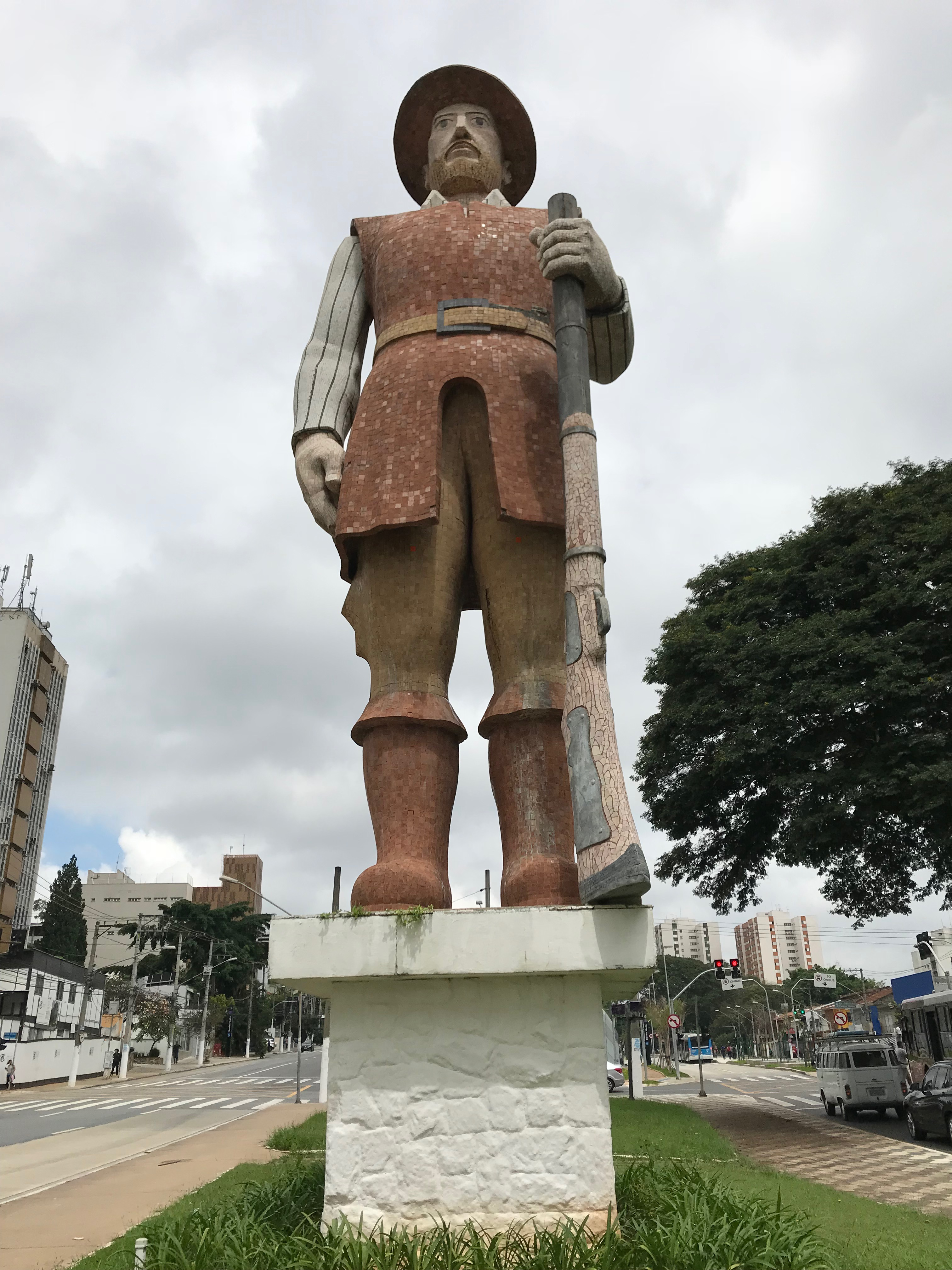
Estátua de Manuel de Borba Gato em São Paulo. Borba Gato liderou os vicentinos - ou paulistas - durante o período de turbulências que ficou conhecido como "Guerra dos Emboabas"

Ao final do século XVII, principalmente após a expulsão dos holandeses das capitanias do nordeste, o preço e a quantidade de açúcar exportado a partir do Brasil começa declinar devido, entre outras coisas, à concorrência com as colônias inglesas, francesas e holandesas recém estabelecidas nas Antilhas. Com essa nova realidade econômica causando problemas a economia da colônia, os portugueses começam a incentivar expedições em direção ao interior do continente tanto para suprir a demanda por escravizados quanto como para procurar novas fontes de extração de riqueza. Isso acaba acarretando, no final do século, na descoberta de veios auríferos por exploradores advindos das capitanias de Itanhaém e São Vicente na região que viria a se tornar o estado de Minas Gerais.
A descoberta desses veios logo causou uma "corrida do ouro" em direção às minas de portugueses advindos tanto de outras partes da colônia como da própria metrópole, o que, além de uma crise generalizada na região, que ficou marcada pela falta de um poder centralizado e constantes crises de fome, também gerou animosidade entre os vicentinos descobridores das minas, que se julgavam donos legítimos das novas fontes de riquezas, levando ao episódio de violência que ficou conhecido como Guerra dos Emboabas - palavra da língua geral paulista que significava "forasteiro". Seja como for, em 1709, eles acabaram derrotados e o controle da capitania de São Vicente passou para a Coroa, que passou a administrá-la por meio de um governador escolhido diretamente por Lisboa.
Nos anos seguintes a Coroa conseguiu, de certo modo, estabelecer as bases da sua administração sem, no entanto, consolidar o seu poder sobre os colonos. No final da década de 1710 a região já estava mais urbanizada e já se havia, a essa altura, tentado se instituir diversos impostos sobre a extração do ouro que sempre acabavam resultando em revoltas contra a autoridade real. Em 1719, eclodiu, após a instituição da tributação de um quinto da produção aurífera nas minas, uma revolta na vila de Nossa Senhora da Piedade de Pitangui, que foi seguida, no ano seguinte, por uma revolta em Vila Rica - atual Ouro Preto -, também direcionada contra a imposição de impostos pela Coroa. A partir de então, a autoridade metropolitana se consolida definitivamente e se inaugura o período de maior "prosperidade" da colônia.

### Período Pombalino (1750 - 1777)
Em 1750, após a morte do rei João V de Portugal, assume no seu lugar José I, que delega a Sebastião José de Carvalho e Melo, o marquês de Pombal, boa parte da responsabilidade de reformar o Estado português à luz do século XVIII. Representante português do despotismo ilustrado, Pombal assume, em relação ao Brasil, medidas de centralização da administração colonial visando um maior controle sob a colônia, que havia se tornado o principal ativo português já desde o fim do século anterior. Entre as medidas tomadas por Pombal estavam a compra das últimas capitanias hereditárias remanescentes, a proibição da língua geral paulista no Brasil, a expulsão dos jesuítas do império e a transferência da capital do Estado do Brasil para o Rio de Janeiro, como forma de melhor impor a política tributária da Coroa sobre a produção aurífera. Nesse momento, a extração de ouro começa a declinar e se observa um relativo empobrecimento e ruralização das capitanias de Minas Gerais, Goiás e Mato Grosso.

### Crise do Antigo Sistema Colonial (1777 - 1808)

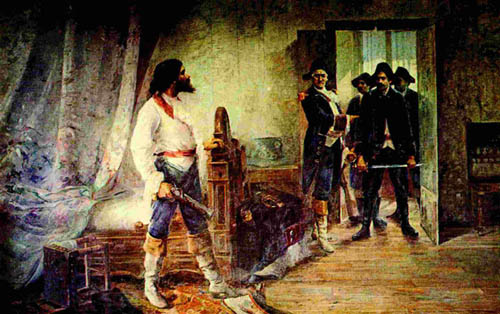
Prisão de Tiradentes, óleo sobre tela de Antônio Parreiras (1914). Tiradentes foi condenado à morte pelo seu envolvimento na Inconfidência Mineira.

Em 1777, com a morte de José I e a ascensão ao trono de sua filha Maria I, o marquês é derrubado. A partir desse momento, a economia colonial passa a procurar maneiras de contornar a crise ocasionada pelo declínio do ouro e que estava se tornando crítica. O reinado de Maria no Brasil é marcado principalmente pela diversificação e complexificação da economia colonial com o início da produção em larga escala de algodão e, também, da revivescência do açúcar.
Esse foi um período de construção de novos paradigmas associados, principalmente, a efervescência de ideais iluministas que ocasionaram a independência dos Estados Unidos e a Revolução Francesa. Nessa esteira, começaram a fervilhar no Brasil movimentos revoltosos e emancipacionistas, como a Inconfidência Mineira, de 1789, e a Conjuração Baiana, de 1798. Diferente de movimentos ocorridos nas décadas anteriores - como, por exemplo, a revolta dos Beckman, ou a Guerra dos Mascates - que não tinham a intenção de romper com o jugo colonial, essas tentativas de mudança do status quo passam a se caracterizar por uma cada vez maior rejeição à sujeição colonial.
Todos esses fatores, somados ainda com a ascensão do capitalismo industrial na Europa - em especial na Grã-Bretanha - que começava a procurar consumidores do excedente manufaturado contribuíram para que, ao início do século, o sistema colonial anteriormente vigente no Brasil precisasse encontrar maneiras de se reinventar a luz da crise, o que acabou acontecendo, em parte, com a abertura dos portos de 1808, assim que a família real aportou no Brasil fugindo de Napoleão Bonaparte.

### Transferência da Corte para o Brasil (1808 - 1815)

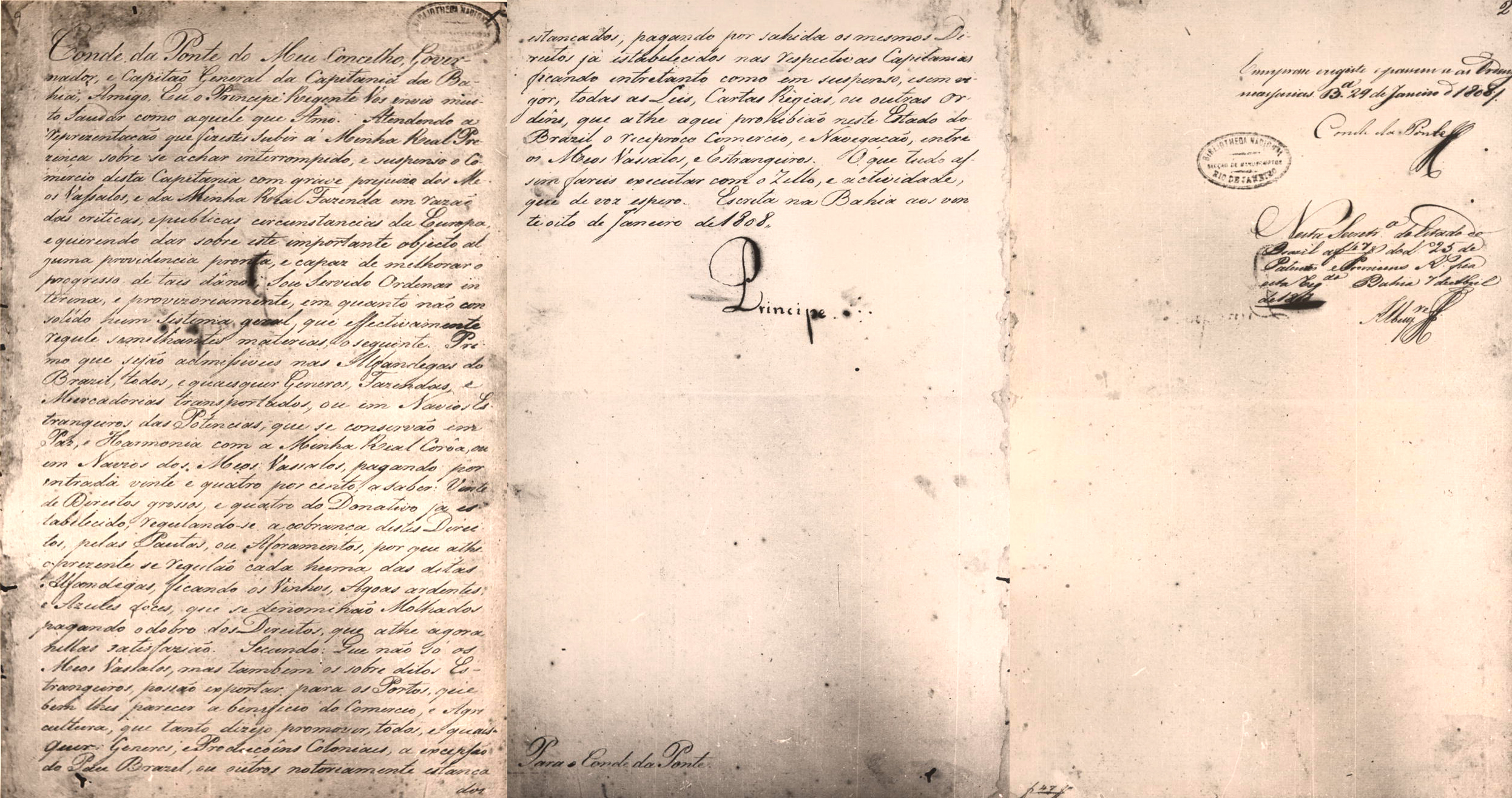
Decreto de Abertura dos Portos às Nações Amigas (1808). Assinado por João, príncipe regente de Portugal à época, esse documento marca o fim de facto do Brasil como colônia submetida ao jugo português e a sua inserção em um quadro comercial global mais amplo, abrangendo, principalmente, o comércio com a Grã-Bretanha.

No final de 1807, forças espanholas e do Primeiro Império Francês ameaçaram a segurança de Portugal Continental desencadeando a Guerra Peninsular, fazendo com que o Príncipe Regente do Brasil D. João, em nome da rainha Maria I, transferisse a corte real de Lisboa para o Brasil. O estabelecimento da corte portuguesa trouxe o surgimento de algumas das primeiras instituições brasileiras, como bolsas de valores locais e um banco nacional, e acabou com o monopólio comercial que Portugal mantinha sob o Brasil, liberando as trocas comerciais com outras nações, o que pôs fim ao período colonial brasileiro.

## Expansão ao interior

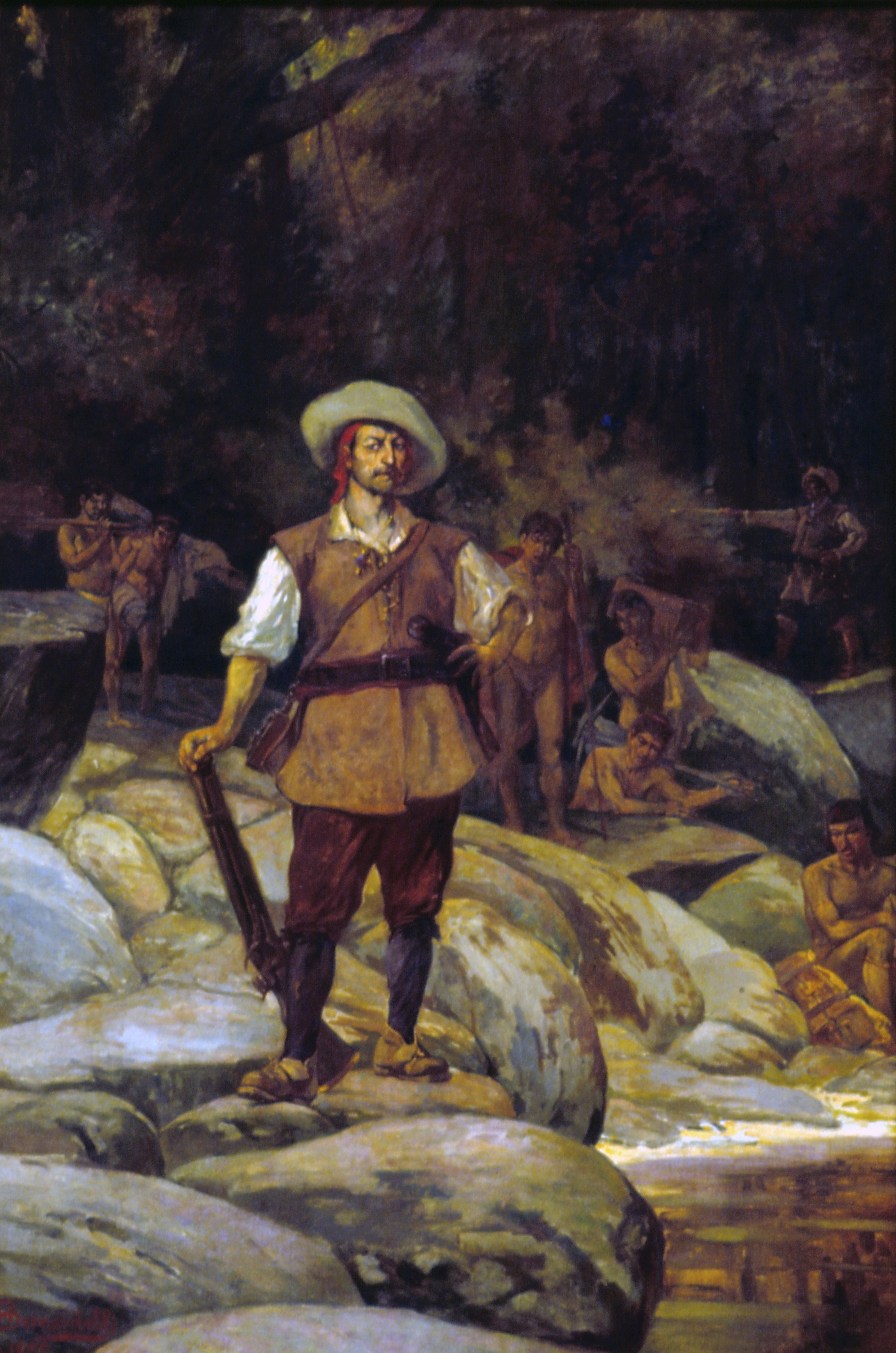
Ciclo da caça ao índio, óleo sobre tela de Henrique Bernardelli (1925).

### Ciclo das Bandeiras (c.1580- 1641)
O sistema de aldeamentos, apesar do sucesso em assimilar os indígenas e em colocá-los a serviço da colonização, não foi o suficiente para atender as necessidades econômicas dos colonos da capitania de São Vicente, que começaram a procurar, a partir da década de 1580, indígenas no interior do continente para serem escravizados em São Paulo. Durante esse período, encerrado com a vitória indígena na Batalha de M'Bororé, os principais alvos da atividade dos bandeirantes - como se chamavam os colonos que saíam ao sertão - foram os empreendimentos jesuíticos na Bacia do Rio da Prata nas regiões de Guairá, Itatins e Tape. Respectivamente parte dos atuais estados do Paraná, Mato Grosso do Sul e Pernambuco.
É importante destacar que, apesar de representar os primeiros esforços portugueses de exploração do continente, esses empreendimentos não se traduziram em uma ocupação permanente do sertão, o que só aconteceria anos depois, com o descobrimento dos veios auríferos.

### Conquista da Amazônia (1621 -c.1750)
No ano de 1621, algum tempo após a expulsão dos franceses da região da ilha de Upaon-Açu e da fundação da cidade de Belém, foi criado pelo rei Filipe II o Estado do Maranhão, separado administrativamente do restante do território da América portuguesa a sul do Cabo de São Roque, no atual estado do Rio Grande do Norte. A separação, motivada pela dificuldade de comunicação entre as duas repartições por conta da difícil navegação causada pela diferença entre regime de ventos e correntes marítimas.
Durante esse período, no qual as coroas portuguesas e espanholas estavam em união pessoal, a expansão em direção ao interior do continente por meio da conquista das margens do rio Amazonas - além, até, dos limites impostos pelo Tratado de Tordesilhas - passou a ser de particular interesse para os espanhóis, que passaram a querer salvaguardar as suas colônias andinas de ataques ingleses e holandeses advindos da Amazônia. Em 1637 a expedição de Pedro Teixeira partiu de Belém em direção ao interior, alcançando a cidade de Quito no ano seguinte e retornando à foz do Amazonas em dezembro de 1639. Durante essa viagem o explorador supostamente fundou - e reivindicou a posse para Portugal - do povoado de Franciscana, nas margens do Rio Napo. O povoado não sobreviveu durante muito tempo, mas foi o primeiro marco da reivindicação portuguesa sobre a maior parte das terras amazônicas, cujos limites mais extremos viriam a se instalar nas margens do rio Javari, a mais de 2500 km da foz.
A conquista em definitivo da Amazônia, consolidada através dos séculos XVII e XVIII e reconhecida, finalmente, em 1750, com a assinatura do Tratado de Madrid foi, como também era o caso com a colonização em outros lugares, sedimentada com o uso do trabalho indígena, seja como contingente para as guerras de conquista, tropas de reconhecimento, ou, ainda, como mão-de-obra escravizada. Conforme o contingente de mão-de-obra ia rareando nas imediações dos principais núcleos de povoamento colonial, os colonizadores iam "buscar", por meio de expedições de "resgate", indígenas cada vez mais a montante dos rios amazônicos.

## Invasões e conflitos com estrangeiros

### Franceses

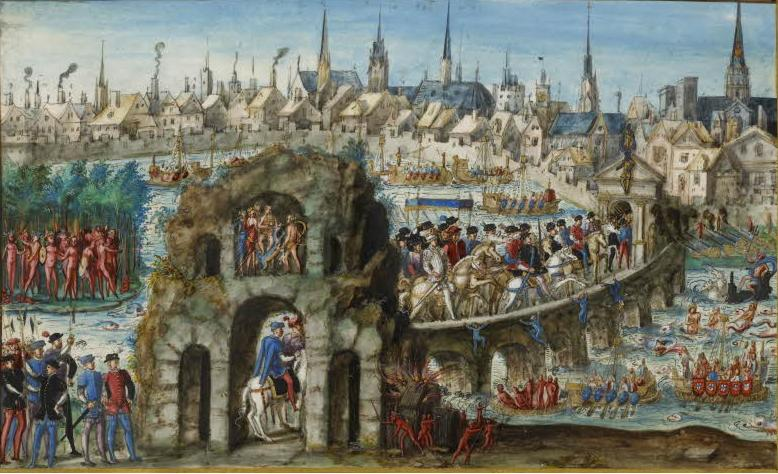
Entrada do Rei Henrique II em Ruão, gravura de autor desconhecido. No dia 1 de outubro de 1550, como forma de celebrar a chegada do rei à cidade e de tentar convencê-lo a patrocinar uma expedição colonizadora ao Brasil, os habitantes de Ruão promoveram um espetáculo que representava a vida dos povos indígenas do Novo Mundo.

As primeiras investidas francesas contra o território que viria a se tornar o Brasil datam já dos primórdios do período colonial, com a visita incessante da costa por corsários franceses que disputavam o tráfico de pau-brasil com os portugueses. Essa disputa foi o que motivou, em 1531, o envio da frota de Martim Afonso de Sousa pelo rei de Portugal, João III, de modo com que se consolidasse a presença lusa na costa da América e que se erradicassem quaisquer atividades francesas que, nesse ponto, já estavam colocando em risco a reivindicação portuguesa sobre aquelas terras.

#### França Antártica (1555 -c.1570)
Alguns anos depois, em 1555, enviado pelo rei da França, Nicolas Durand de Villegagnon aportou na Baía de Guanabara e fundou, na ilha que passou a carregar o seu nome, um forte que levou o nome do chefe da marinha da França, Gaspar de Coligny. Logo após, conseguiram se aliar com os indígenas tupinambá que viviam no entorno da região, que, em troca de ajudar no sustento da colônia, passaram a receber apoio francês nas guerras contra os seus inimigos tradicionais e contra os próprios portugueses. Inicialmente uma iniciativa da Coroa, a colônia passou a adquirir, cada vez mais a partir de 1557, com a chegada de colonizadores provenientes dessa religião, um caráter protestante - especificamente huguenote. Isso, por parte dos portugueses, deu ao combate à presença francesa na região, além do caráter político, também religioso, de combate aos "inimigos" da fé católica.

#### França Equinocial (1612 - 1615)

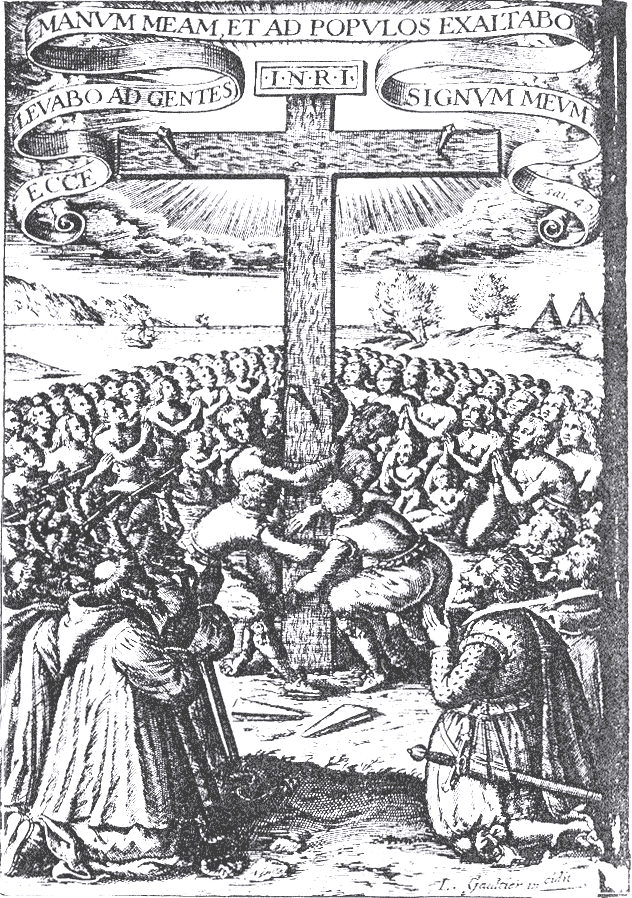
Levantamento da cruz na colônia francesa, ilustração de Claude d'Abbeville (1614)

No início do século XVII os franceses tentaram novamente se estabelecer em terras que, segundo o Tratado de Tordesilhas, pertenciam a Portugal. Dessa vez, a empreita focou mais ao norte do continente, onde hoje se localiza o estado do Maranhão. A região tinha sido contemplada na partilha realizada na década de 1530, mas não havia sido efetivamente ocupada pelos portugueses. Os franceses, portanto, liderados por Daniel de la Touche e François de Rasilly, aportaram em 1612 na ilha de Upaon-Açu onde fundaram a cidade de Saint Louis - depois aportuguesado para São Luís - em homenagem ao rei Luís IX da França. A aventura, no entanto, durou pouco. Dois anos depois, aliados aos indígenas tupinambás da região, os portugueses vindos de Pernambuco atacaram - em uma empreitada inicialmente frustrada - o povoado francês em 1615, terminando por, no ano seguinte, arrasar com o lugar e conquistá-lo.

### Neerlandeses

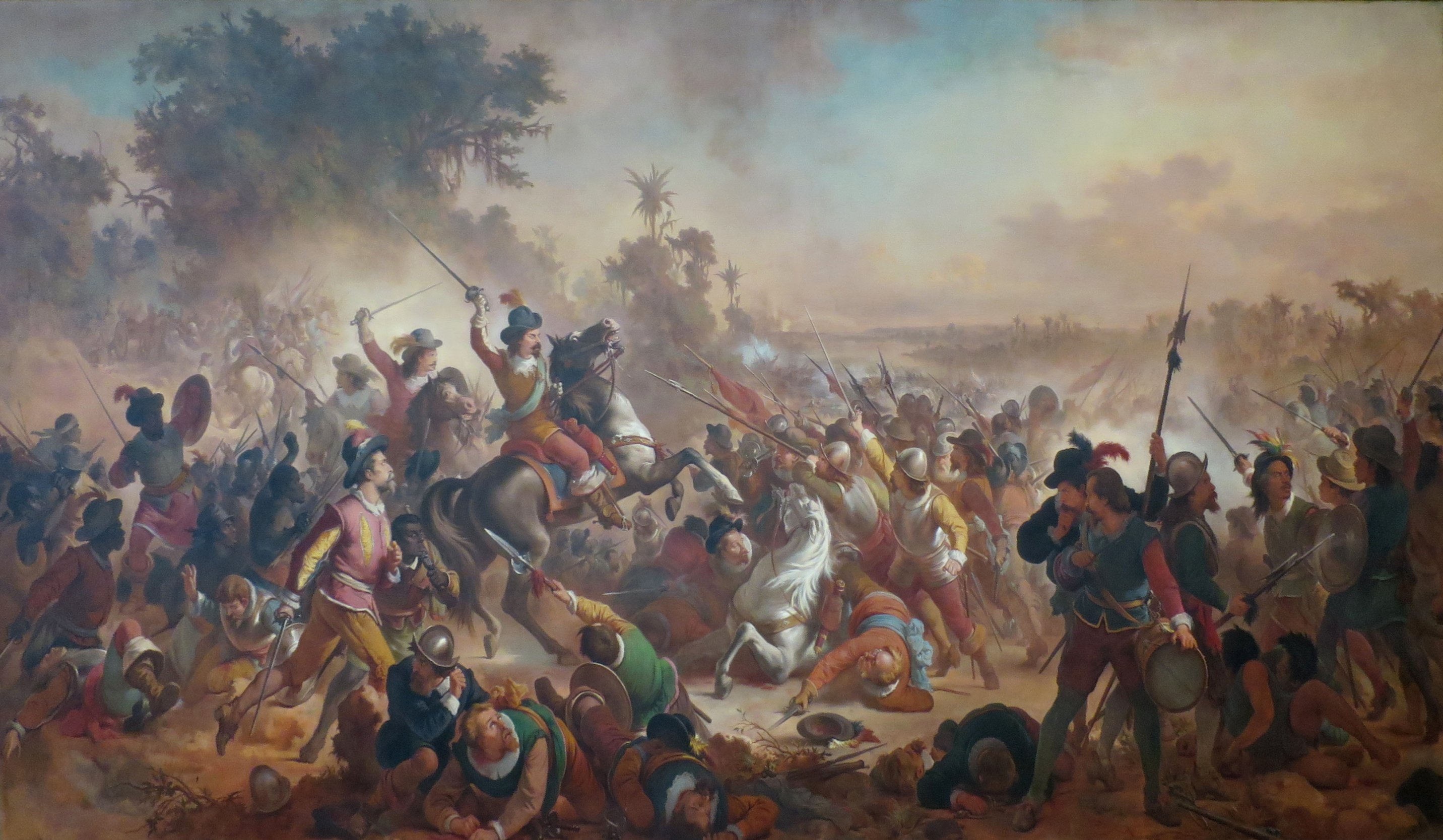
Batalha dos Guararapes. Óleo sobre tela de Victor Meirelles. (1879)

Entre os anos de 1630 e 1654, o Nordeste brasileiro foi alvo de ataques e fixação de neerlandeses. Interessados no comércio de açúcar, os neerlandeses implantaram um governo no território. Sob o comando de Maurício de Nassau, permaneceram lá até serem expulsos em 1654, pela Insurreição Pernambucana. Nassau desenvolveu diversas obras em Pernambuco, modernizando o território. Durante o seu governo, Recife foi a mais cosmopolita cidade de toda a América.

### Espanhóis

#### Conflitos de demarcação de limites
Em função da tecnologia deficiente da Era Moderna, espanhóis e portugueses enfrentavam dificuldades em estabelecer os limites das suas colônias determinados pelo Tratado de Tordesilhas. Por esse motivo, colonizadores oriundos das duas metrópoles entraram em conflito já no início da empreitada colonial, na década de 1530, com a chamada Guerra de Iguape.

## Revoltas coloniais

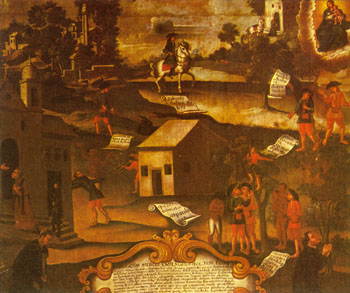
Guerra dos Emboabas, autor desconhecido (século XVIII).

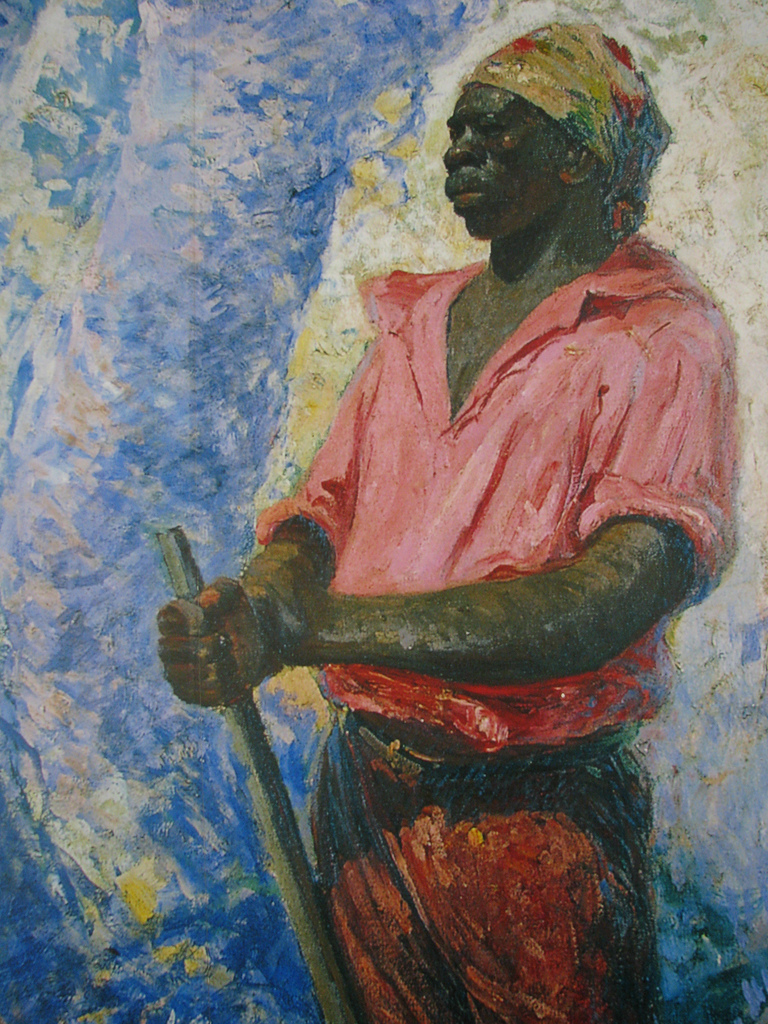
Zumbi, óleo sobre tela de Antônio Parreiras (data desconhecida). Zumbi foi o líder de Palmares, um dos maiores quilombos do Brasil Colonial.

Em função da exploração exagerada da metrópole, ocorreram várias revoltas e conflitos neste período:
- Insurreição Pernambucana: ocorreu no contexto da ocupação holandesa, culminando com a expulsão dos holandeses da região Nordeste do país;
- Guerra Guaranítica: espanhóis e portugueses (apoiados pelos ingleses) entram em conflito com os índios guaranis catequizados pelos jesuítas, de 1751 a 1758;

## Administração colonial
Após constatar a pouca efetividade das capitanias inicialmente doadas, o rei João III unificou as capitanias sob um Governo-Geral do Brasil e em 7 de janeiro de 1549 nomeou Tomé de Sousa para assumir o cargo de governador-geral. A expedição do primeiro governador chegou ao Brasil em 29 de março do mesmo ano, com ordens para fundar uma cidade para abrigar a sede da administração colonial. O local escolhido foi a baía de Todos-os-Santos e a cidade foi chamada de São Salvador da Baía de Todos os Santos. A excelente posição geográfica entre as capitanias de Pernambuco e São Vicente e num ponto mais ou menos equidistante das extremidades do território, as favoráveis condições de assentamento e defesa, o clima quente e o solo fértil fizeram com que o rei decidisse reverter a capitania para a Coroa (expropriando-a do donatário Pereira Coutinho). Desse modo, o Governo-Geral centralizou a administração colonial, subordinando as capitanias a um só governador-geral que tornasse mais rápido o processo de colonização. Em 1548, elaborou-se o Regimento do Governador-Geral, que regulamentava o trabalho do governador e de seus principais auxiliares — o ouvidor-mor (Justiça), o provedor-mor (Fazenda) e o capitão-mor (Defesa). O governador também levou ao Brasil os primeiros missionários católicos, da ordem dos jesuítas, como o padre Manuel da Nóbrega.
Após a renúncia do governador geral Mem de Sá em 1572, a administração colonial foi dividida em dois Governos-Gerais: o Governo do Norte, abrangendo todas as capitanias de Porto Seguro ao Maranhão (contempla a atual região nordeste do Brasil, o norte de Minas Gerais, Distrito Federal, nordeste do Pará, e leste de Tocantins e Goiás), permanecendo a capital em Salvador (na Capitania da Bahia); e o Governo do Sul, com sede no Rio de Janeiro (na capitania de São Vicente).
Em 1577, percebeu-se que a divisão do governo-geral em dois não trazia a unidade administrativa desejada. A falta de coesão dificultava a defesa do território e a exploração de suas riquezas. Assim, a Coroa Portuguesa decidiu unificar novamente os Governos, com sede geral em Salvador, cessando a administração dual. Foi nomeado Lourenço da Veiga como o governador-geral do território unificado, exercendo o cargo até 1581, quando faleceu.
A partir de 1577 Salvador voltou a ser capital geral colonial por mais de dois séculos, porém, durante a primeira das Invasões holandesas no Brasil, o então Governador de Pernambuco Matias de Albuquerque foi nomeado Governador-Geral do Estado do Brasil, administrando a colônia a partir de Olinda entre 1624 e 1625.
Em 1763, a sede do governo colonial foi transferida de Salvador para o Rio de Janeiro. Ressalte-se que, com a ascensão de outras regiões econômicas, outros estados coloniais foram criados, como o Estado do Maranhão e Piauí e o Estado do Grão-Pará e Rio Negro, com capitais respectivamente em São Luís e Belém. Desta forma, administrativamente, o território colonial português no atual Brasil dispôs de cinco sedes até 1775: Salvador, Olinda e Rio de Janeiro no Estado do Brasil; São Luís no Estado do Maranhão e Piauí; e Belém no Estado do Grão-Pará e Rio Negro.

## Cultura

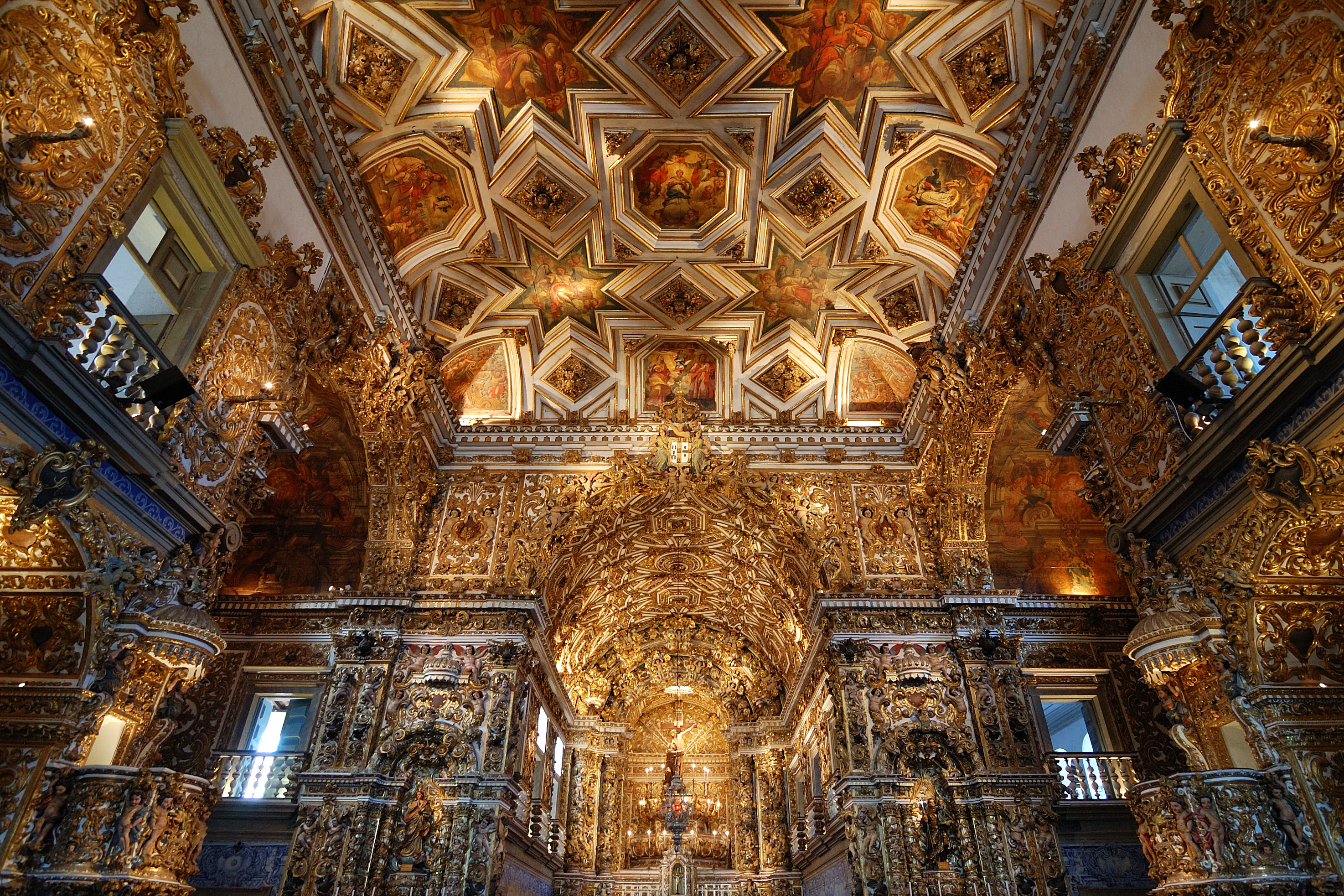
Interior da Igreja de São Francisco em Salvador, Bahia, uma das mais ricas expressões do barroco brasileiro.

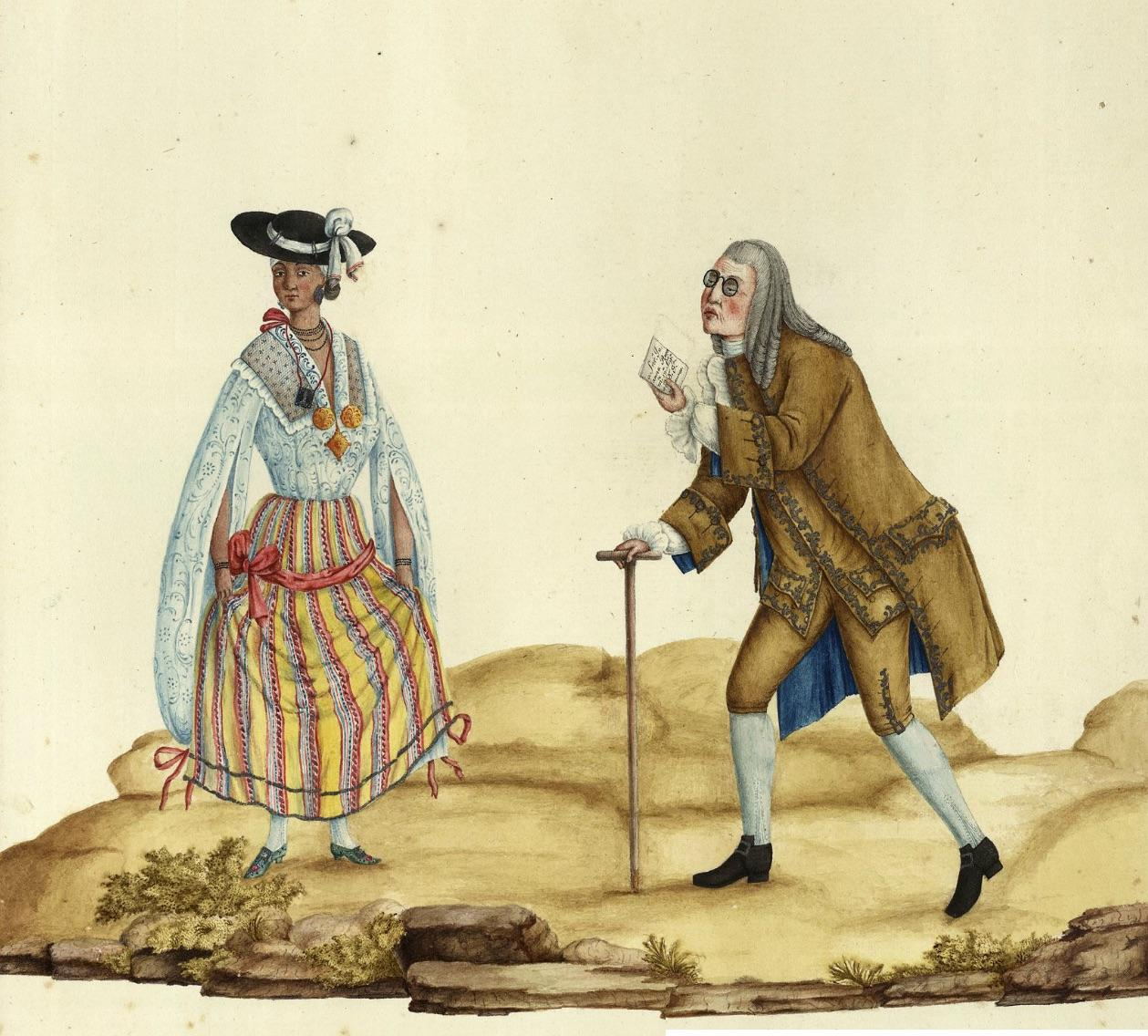
Velho entregando carta de amor a uma jovem mulata. Obra de Carlos Julião. Século XVIII.

As pessoas livres naturais do Brasil eram portuguesas e, como tal, tinham estatuto e direitos exatamente iguais às dos portugueses nascidos na Europa. Diferenciavam-se dos ameríndios e dos escravos que não tinham direitos de cidadania. Nesta época o vocábulo "brasileiro" designava apenas o nome dos comerciantes de pau brasil. Só depois da independência do Brasil se pode diferenciar brasileiros de portugueses, visto que é um anacronismo chamar "brasileiro" a quem morreu português antes da independência. Distinguia-se o cidadão português natural do Brasil dos outros portugueses da metrópole e províncias ultramarinas (português de Angola, português de Macau, português de Goa, etc.) designando-o de Português do Brasil, Luso Americano ou pelo nome da cidade de nascimento. A partir do século XVII o termo "reinóis" era usado popularmente no Brasil para designar os portugueses nascidos em Portugal e os distinguir daqueles nascidos no Brasil. Dentro do Brasil podiam-se diferenciar os cidadãos em nível regional, por exemplo os pernambucanos dos baianos, no entanto a nível nacional e a nível internacional eram todos conhecidos como portugueses. Os escravos davam o nome de "mazombo" aos filhos de portugueses nascidos no Brasil, e mais tarde a qualquer europeu.
A sociedade no período açúcar era marcada pela grande diferenciação social. No topo da sociedade, com poderes políticos e econômicos, estavam os senhores de engenho. Abaixo, aparecia uma camada média formada por pessoas livres (feitores, capatazes, padres, militares, comerciantes e artesãos) e funcionários públicos. E na base da sociedade estavam os escravos, de origem africana, tratados como simples mercadorias e responsáveis por quase todo trabalho desenvolvido na colônia.

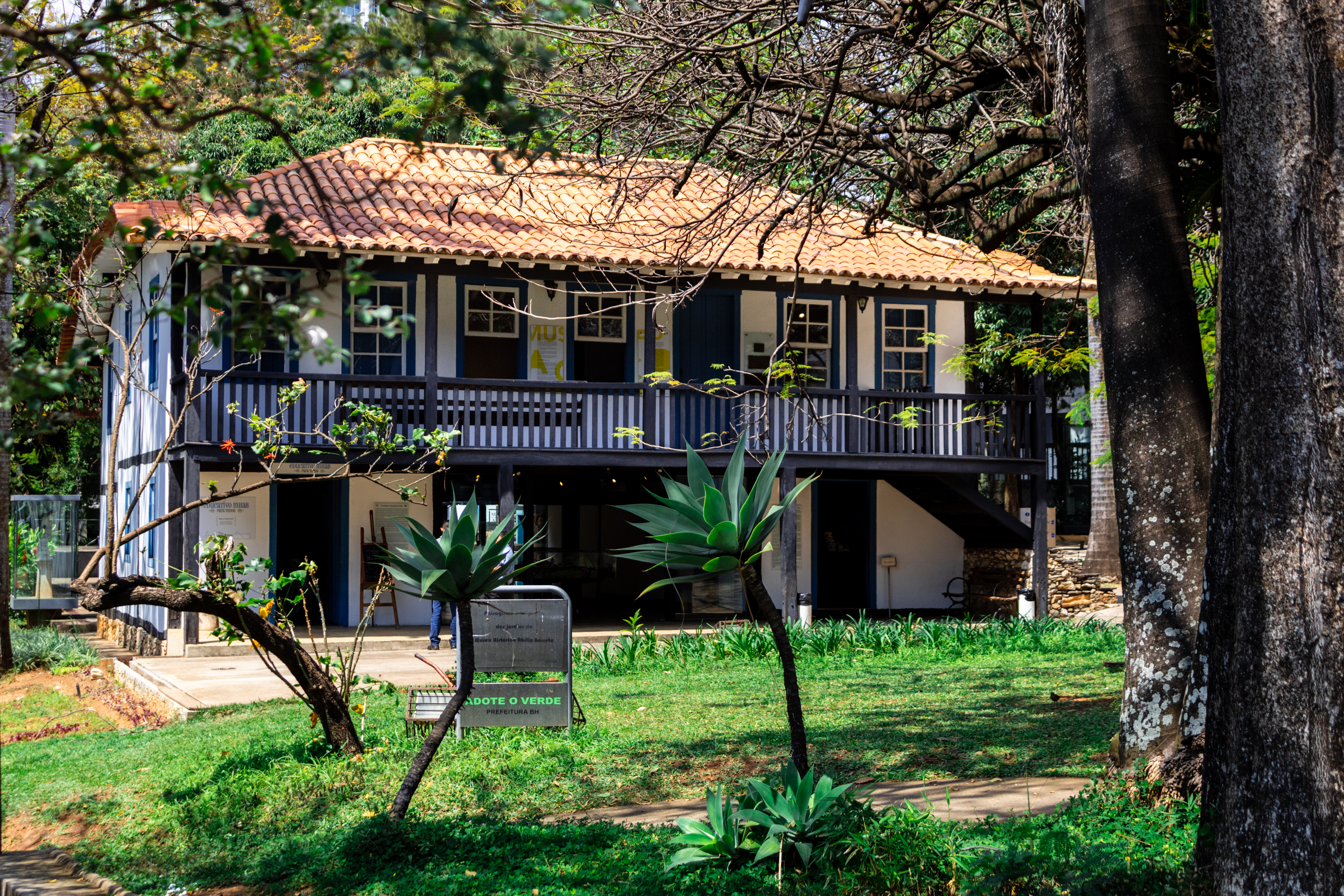
Casa-grande típica.

A casa-grande era a residência da família do senhor de engenho. Nela moravam, além da família, alguns agregados. O conforto da casa grande contrastava com a miséria e péssimas condições de higiene das senzalas (habitações dos escravos).
Era uma sociedade patriarcal, pois o senhor de engenho exercia um grande poder social. As mulheres tinham poucos poderes e nenhuma participação política, deviam apenas cuidar do lar e dos filhos.

### Alimentação

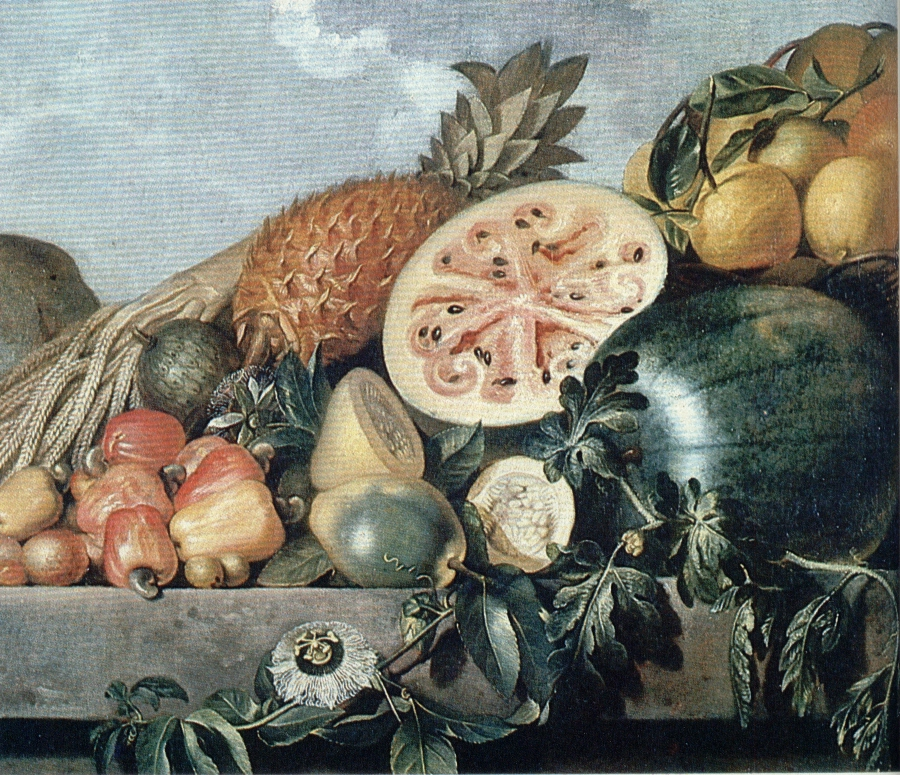
Frutas brasileiras, por Albert Eckhout (século XVII).

Os portugueses que vieram para o Brasil tiveram que alterar seus hábitos alimentares. O trigo, por exemplo, foi substituído pela farinha de mandioca, o mais importante alimento da colônia. A mandioca, originária da culinária indígena, foi adotada no Brasil por africanos e portugueses, sendo usada para fazer bolos, sopas, beijus ou simplesmente para se comer misturada ao açúcar. Além da farinha, no engenho também se consumiam: carne-seca, milho, rapadura, arroz, feijão e condimentos como pimenta e azeite de dendê. As verduras, as frutas, a manteiga e os queijos eram raros e só entravam na alimentação dos ricos. Mas não faltavam doces locais, que eram consumidos em grande quantidade, tanto no campo como nas cidades.
Alimentação diferente experimentaram os moradores de Recife e Olinda durante a invasão holandesa (1624-1625 e 1630-1654), uma vez que vinha da Holanda o toucinho, manteiga, azeite, vinho, aguardente, peixe seco, bacalhau, trigo, carne salgada, fava, ervilha, cevada e feijão. Tanto nas casas mais humildes como nas dos senhores de engenho, as refeições eram feitas utilizando a mão, devido à ausência de garfo, este só começando a integrar o dia a dia a partir o século XIX. Outro costume de todas as classes era o de comer sentado no chão.
As bebidas alcoólicas consumidas eram principalmente a bagaceira e o vinho, trazidos de Portugal. Nos engenhos de açúcar coloniais logo foi descoberto o vinho de cana, ou seja, o caldo de cana fermentado, muito apreciado pelos escravos. Na primeira metade do século XVII descobriu-se que os subprodutos da produção do açúcar, o melaço e as espumas, misturados com água fermentavam e podiam ser destilados obtendo-se a cachaça. Ela também podia ser fabricada com o vinho de cana. Devido ao baixo preço e facilidade de produção, aos poucos foi caindo no gosto da população, ao menos entre os escravos e as pessoas de baixo poder aquisitivo. Com o tempo, as classes abastadas foram paulatinamente também adotando a cachaça.

## Demografia

### Judeus

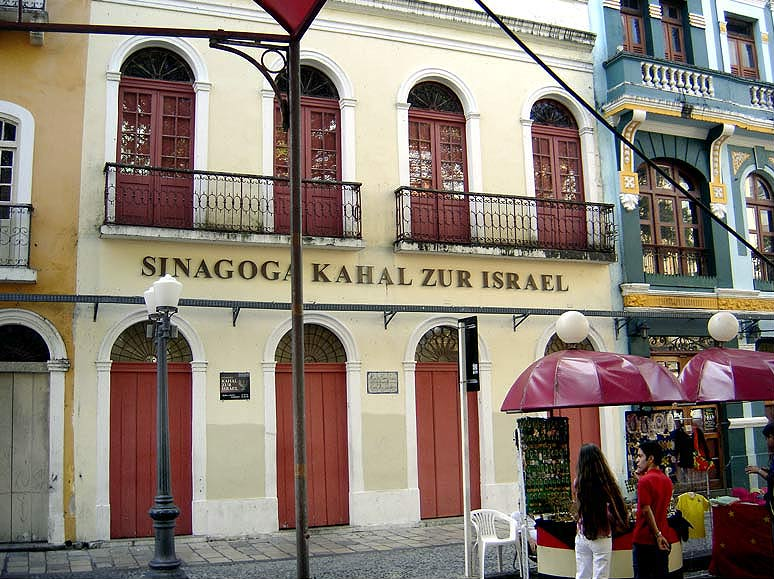
Fotografia da sinagoga Kahal Zur Israel, em Recife, no ano de 2006. Essa foi a primeira sinagoga construída nas Américas, durante o período da colonização neerlandesa do Nordeste, quando houve um breve período de tolerância ao judaísmo.

Em Portugal, assim como na maioria da Europa durante a Idade Média, os judeus foram alvos de severa perseguição. Em 1500, havia já oito anos os judeus tinham sido expulsos da Espanha e, três anos antes do descobrimento do Brasil, havia-se institucionalizado em Portugal a conversão forçada. Desse modo, para que não fossem expulsos do país, os judeus tinham que se declarar cristãos, criando assim o estatuto legal do "cristão novo": os judeus - e seus descendentes - convertidos ao cristianismo que poderiam, ou não, continuar s praticar a sua religião na clandestinidade. Nos anos seguintes a comunidade judaica - ou cristã-nova - portuguesa foi alvo de severos ataques incluindo massacres como o de Lisboa em 1506.
A colonização era um verdadeiro combate, pois além dos perigos naturais que a nova terra oferecia, os colonos tinham que enfrentar também as populações indígenas. Logo, cristãos-novos e cristãos-velhos, que na Europa (de forma geral) se odiavam, por falarem ambos o português, por padecerem de vicissitudes análogas e encerrarem interesses comuns, praticamente se irmanam na conquista do solo brasileiro. Seria esta a única alternativa passível de sucesso. Muitos marranos e cristãos-novos participaram de alguma forma nas expedições que dilataram a colonização para o Norte, para o Oeste e para o Sul, pois participações importantes de elementos de sangue judeu são notadas nas conquistas do Rio Grande, do Rio de Janeiro, da Paraíba, de Sergipe e do Maranhão. Alguns Judeus dessa época se tornaram grandes senhores de engenho como o judeu Diogo Fernandes Santiago e sua esposa Branca Dias, que fez de sua casa um centro de ensino do Judaísmo.

### Colonização por espanhóis, holandeses e franceses

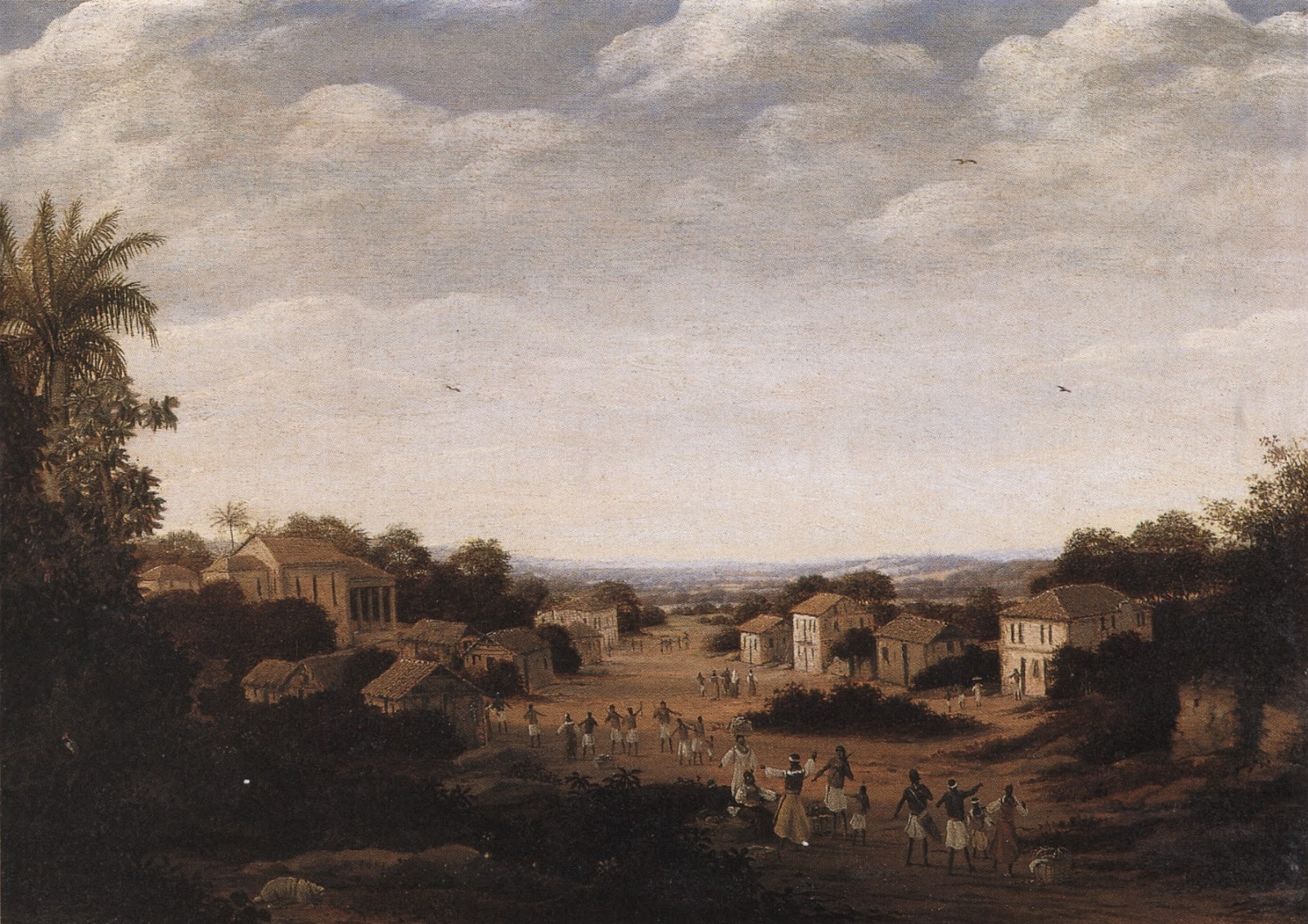
Vilarejo. Óleo sobre madeira de Frans Post, pintor neerlandês que residiu no Brasil durante a ocupação da WIC.

Durante a colonização, um número impreciso de pessoas com origens em outras partes do mundo, além de Portugal e do Continente Africano, se fixaram no território que hoje corresponde ao Brasil. Embora a presença espanhola no Brasil durante o período colonial tenha sido importante em algumas regiões específicas, ela foi frequentemente ignorada ou mesmo negada. O historiador Capistrano de Abreu, em seu clássico A História do Brasil, de 1883, chegou mesmo a afirmar que os espanhóis não tiveram nenhuma importância na formação histórica brasileira ou, se a tiveram, ela foi menor do que a dos franceses. O próprio IBGE afirma que houve um "exagero" da parte do autor, e salienta que a presença de colonos espanhóis no Sul do Brasil foi "histórica e demograficamente densa". Isto porque grande parte da região Sul do atual Brasil foi uma zona de disputa entre Portugal e a Espanha e, como não havia barreiras naturais impedindo a movimentação de pessoas (exceto o Rio Uruguai a oeste), por séculos houve ali uma convivência (frequentemente conflituosa) entre lusos e hispânicos. O antropólogo Darcy Ribeiro escreveu que os gaúchos dos pampas "Surgem da transfiguração étnica das populações mestiças de varões espanhóis e lusitanos com mulheres guarani", demonstrando a importância do elemento espanhol na formação da população na zona fronteiriça entre o Brasil, a Argentina e o Uruguai. Um estudo genético realizado pela FAPESP chegou mesmo a concluir que os espanhóis tiveram uma maior importância na formação étnica dos gaúchos do Sul do Brasil do que os próprios portugueses.
Outro povo que se estabeleceu no Brasil colonial foi oriundo dos Países Baixos. Os invasores holandeses estabeleceram-se em diferentes partes do Brasil, a mais duradoura invasão ocorreu em Pernambuco, onde permaneceram por 24 anos (de 1630 a 1654). Existem mitos, especulações e até um certo "romantismo" em relação à presença holandesa no Brasil. Até hoje esse tema levanta discussões, quase sempre suscitando o imaginário de como seria o Brasil atualmente se tivesse sido colonizado pelos holandeses. Em relação a uma possível contribuição holandesa para a formação da população brasileira, não existem dados sobre quantos holandeses permaneceram no Nordeste após a retomada do domínio português na região, tampouco se eram em número suficiente para ter deixado algum legado minimamente importante após apenas 24 anos de presença. Um estudo genético, porém, abre a possibilidade de ter havido alguma contribuição holandesa para a formação da população do Nordeste, com base numa análise do cromossomo Y.
Durante o período de dominação holandesa, não foram poucos os casamentos entre holandeses oficiais da WIC e brasileiras pertencentes a aristocracia açucareira da época, e ainda muito mais numerosas as uniões informais entre os praças da WIC com negras, índias, mestiças e brancas pobres.
Portugal sempre foi muito preocupado em impedir a entrada de europeus de outras nacionalidades no Brasil. Foi só em 1808, com o fim ao pacto colonial e a abertura dos portos (transferência da Coroa Portuguesa ao Brasil e encerramento do Governo-Geral) que foi permitida a entrada de cidadãos de outras nacionalidades no país. Até então, somente portugueses e escravos africanos podiam entrar de forma livre na colônia. Com a exceção da região de disputa de fronteira do Sul, onde a presença espanhola foi marcante, no resto do Brasil a presença de outros povos, além de portugueses e de africanos, foi bastante exígua. Tal fato só se alterou no século XIX, quando permitiu-se a migração de outros grupos para o país. O Brasil se mostrava muito diferente dos Estados Unidos. A Inglaterra não se preocupava em limitar a entrada de não ingleses nas suas colônias da América do Norte. Desde os primórdios da colonização do atual Estados Unidos, além dos ingleses, diferentes nacionalidades europeias para lá se deslocaram, como suecos, espanhóis, alemães, irlandeses, escoceses, holandeses, franceses, além de diversas etnias de escravos africanos.
No Brasil, as origens da população colonial eram bem menos diversificadas, compostas basicamente de portugueses e de diferentes etnias africanas, além de índios brasileiros. Todavia, os diferentes "cruzamentos" entre esses povos davam ao Brasil, desde o período colonial, um caráter de sociedade multiétnica. A partir do século XIX, a população do Brasil se diversificou mais, quando para o país passou a se dirigir correntes migratórias de origens relativamente diversificadas. Todavia, mais de 80% do fluxo migratório para o Brasil veio de apenas três países: Portugal, Itália e Espanha. Nos Estados Unidos, por outro lado, os imigrantes vinham de quase todos os cantos da Europa.

### Classes sociais

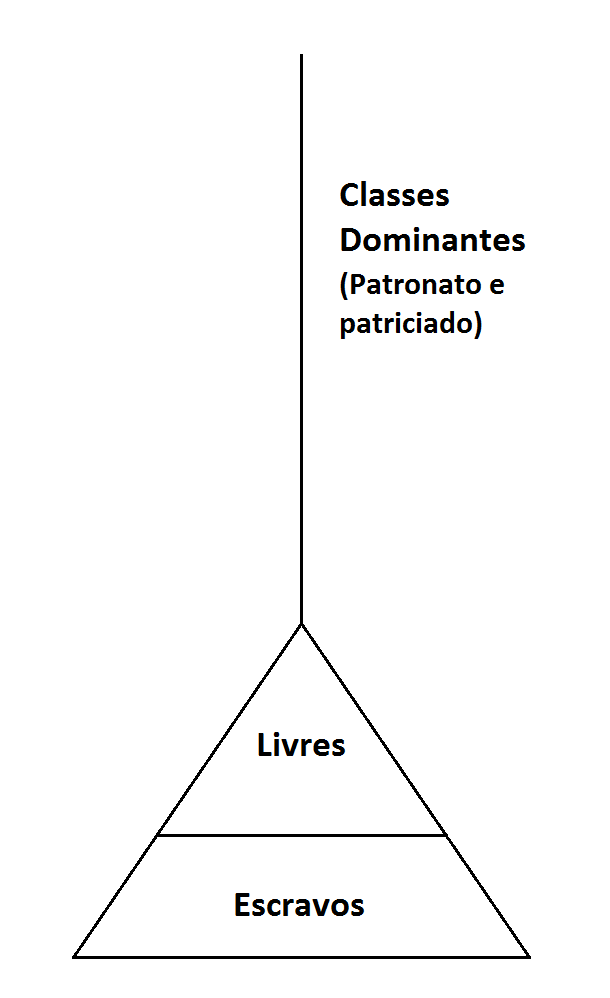
Posição e magnitude relativa dos estratos sociais no Brasil colonial. A classes dominantes, devido a seu pequeno tamanho, são representadas por uma linha.

Conforme Darcy Ribeiro, em Teoria do Brasil (1975), a estratificação social do Brasil Colônia era mais simples. Havia as classes dominantes, os livres e os escravos.
As classes dominantes se dividiam em um patronato e em um patriciado burocrático. O primeiro compreendia, por um lado, um patronato senhorial, aqueles cujo poder decorria da propriedade de grandes fazendas (de açúcar, por exemplo) e minas (como as de ouro, em Minas Gerais); e, por outro, um patronato parasitário, dedicado ao comércio de escravos, à usura e à importação e exportação de mercadorias em geral.
O patriciado burocrático, por sua vez, envolvia aqueles cujo poder advinha do exercício do mando político, na qualidade de agentes da potência colonial. Ocupavam cargos, entre eles os de governantes, comandantes militares e eclesiásticos de alto escalão. É relevante ressaltar que os dois componentes da classe dominante (patronato e patriciado), bem como as subdivisões do patronato, persistiram ao longo dos anos e existem no Brasil contemporâneo.
Os livres eram um setor intermediário entre as elites dominantes e os escravos. Formavam um grupo pouco numeroso de pobres, mestiços e mulatos que sobreviviam em atividades auxiliares ou complementares, entre elas o pequeno artesanato, a pequena lavoura de subsistência, o pastoreio, entre outras. Também se engajavam em corpos militares, oficiais ou não, com fins à repressão de revoltas indígenas ou escravas (como a destruição do quilombo dos Palmares por Domingos Jorge Velho). Os escravos, na base da pirâmide, eram o contingente mais numeroso.

## Escravidão

### Indígena
Foi durante esse período em que os indígenas brasileiros começaram a passar pelo processo sistemático de etnocídio, escravização e genocídio. Mesmo os grupos que haviam se aliado aos portugueses também sucumbiram ao avanço de doenças contra às quais não tinham imunidade e - como aconteceu com a instituição dos aldeamentos jesuíticos na capitania de São Vicente - passaram à condição de exército de mão-de-obra barata para o sustento da colonização.

### Africana
| Período    | 1500-1700 | 1701-1760 | 1761-1829 | 1830-1855 |
| Quantidade | 510 000   | 958 000   | 1 720 000 | 618 000   |

O tráfico internacional de escravos da África subsaariana para o Brasil foi um movimento migratório, embora forçado. Seu início ocorreu na segunda metade do século XVI, e desenvolveu-se no século XVIII, atingiu seu ápice por volta de 1845 até ser extinto em 1850.

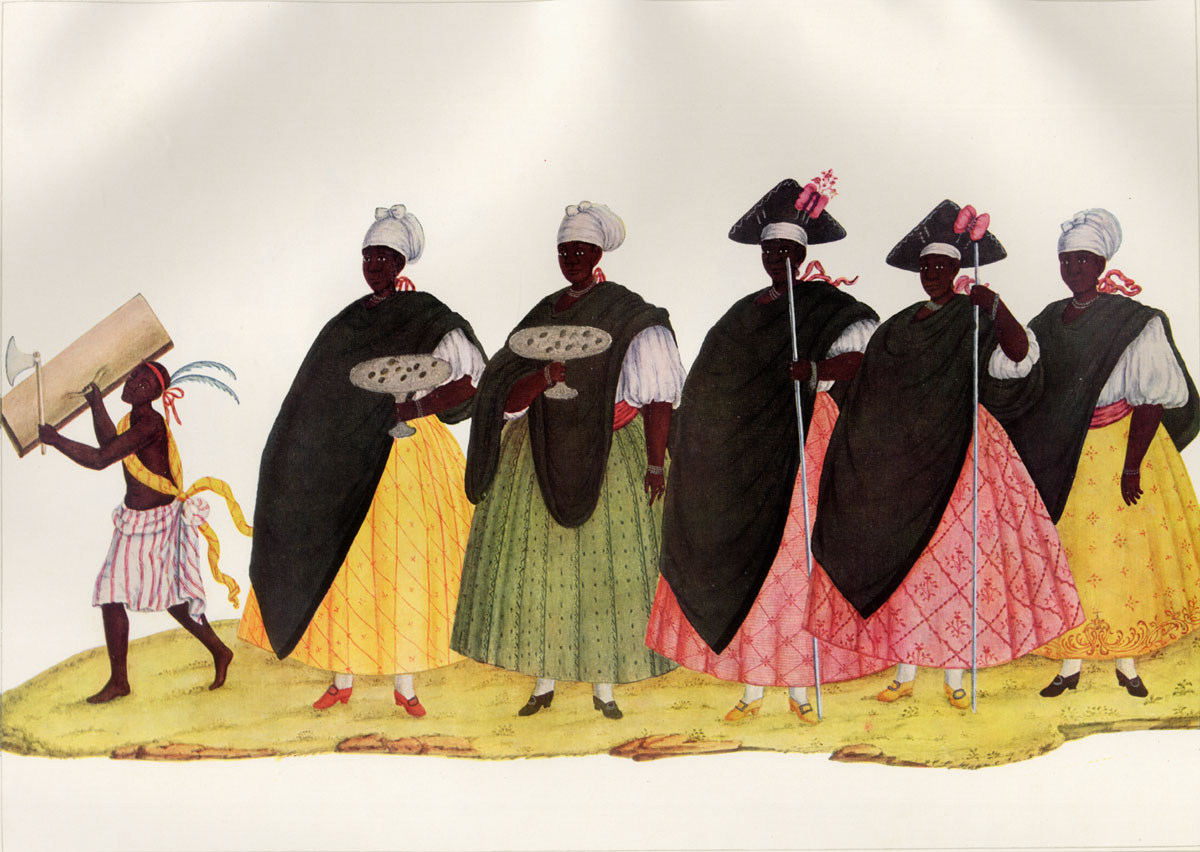
Mulheres negras do Brasil colonial em dia de festa. Obra de Carlos Julião. Século XVIII.

O tráfico negreiro foi uma atividade altamente lucrativa e contou, até 1850, com amparo legal. Iniciou oficialmente em 1559, quando a metrópole portuguesa decidiu permitir o ingresso de escravos vindos da África no Brasil. Antes disso, porém, transações envolvendo escravos africanos já ocorriam no Brasil, sendo a escassez de mão de obra um dos principais argumentos dos colonos.
A escravidão era utilizada nas mais desenvolvidas sociedades da África Subsaariana antes mesmo do início do tráfico negreiro para a América e do envolvimento com as potências europeias. Escravos negros eram comumente transportados através do Saara e vendidos no norte da África por mercadores muçulmanos (ver: Escravatura no mundo muçulmano e Tráfico árabe de escravos). Estes escravos podiam ser pessoas capturadas nas guerras tribais, escravizadas por dívidas não pagas ou mesmo filhos de outros escravos por várias gerações. A necessidade de trabalhadores escravos na América aumentou a procura de escravos de modo que passaram a ser organizados grupos que entravam pelo interior da África Subsaariana com o único propósito de capturar pessoas de outras nações para serem vendidas como escravos nos portos do litoral.
A maior parte dos escravos africanos provinham de lugares como Angola, Guiné, Benim, Nigéria e Moçambique. Eram mais valorizados, para os trabalhos na agricultura, os negros Bantos ou Benguela ou Bangela ou do Congo, provenientes do sul da África, especialmente de Angola e Moçambique, e tinham valor os vindo do centro oeste da África, os negros minas ou da Guiné, que receberam este nome por serem embarcados no porto de São Jorge de Mina, na atual cidade de Elmina, e eram, por outro lado, mais aptos para a mineração, trabalho o qual já se dedicavam na África Ocidental. Por ser a Bahia mais próxima da Costa da Guiné (África Ocidental) do que de Angola, a maioria dos negros baianos são Minas.
Os traficantes trocavam os escravos por produtos como fumo, armas e aguardentes. Os escravos comprados eram transportados nos chamados navios negreiros principalmente para as cidades do Rio de Janeiro (Cais do Valongo), Salvador, Recife e São Luís. As péssimas condições sanitárias existentes nas embarcações, que vinham superlotadas, faziam com que muitos escravos morressem, entretanto, a maior parte das mortes ocorria no transporte desde o local de captura até o porto africano de embarque. Quando desembarcavam em solo brasileiro, os escravos africanos ficavam de quarentena enquanto recuperavam a saúde e engordavam para serem vendidos em praça pública. A maior parte ainda viajava a pé para as regiões mais distantes do interior onde havia minas ou plantações.
Os escravos homens, jovens, mais fortes e saudáveis eram os mais valorizados. Havia um grande desequilíbrio demográfico entre homens e mulheres na população de escravos. No período 1837-1840, os homens constituíam 73,7% e as mulheres apenas 26,3% da população escrava. Além disto, os donos de escravos não se preocupavam com a reprodução natural dos escravizados, pois era mais barato comprar escravos recém trazidos pelo tráfico internacional do que gastar com a alimentação de crianças.
Ao todo, entraram no Brasil aproximadamente quatro milhões de africanos na forma de escravos.

## Reino do Brasil
O Reino do Brasil foi um dos reinos integrantes do Reino Unido de Portugal, Brasil e Algarves, criado a partir da elevação do Estado do Brasil a essa condição, no dia 15 de dezembro de 1815. Foi extinto no dia 12 de outubro de 1822, com a aclamação do então príncipe regente como imperador Pedro I e a instituição da independência política do país, que seria reconhecida por Portugal apenas dois anos depois, com a assinatura do Tratado do Rio de Janeiro. Durante a sua curta existência, o Reino do Brasil teve apenas dois monarcas: Maria I e João VI. 
Desde 1808, com a invasão de Portugal pelas forças francesas napoleônicas, a sede do Reino de Portugal estava estabelecida na capital da sua maior colônia: o Estado do Brasil, o Rio de Janeiro, registrando-se o que alguns historiadores denominam de "inversão metropolitana", ou seja, da colônia passou a ser exercida a soberania e o governo do Império Português. A partir de 1815, ano da derrota de Napoleão e do início do Congresso de Viena, com o intuito de afastar o risco de que as elites coloniais da América portuguesa seguissem o rumo das elites da América espanhola - isso é, rompessem violentamente os vínculos com metrópole - o então príncipe regente João eleva o Brasil a condição de Reino unido em igualdade com Portugal, formalmente abolindo a condição de colônia do antigo Estado do Brasil.